# Siodełko Furkotne
Siodełko Furkotne lub Siodełko (słow. Sedielkový priechod, Sedielkové sedlo, dawniej Sedielko, Sedilko, niem. Sedilkojoch, węg. Szedilkó-hágó) – przełęcz położona na wysokości ok. 2015 lub 1950 m n.p.m. w słowackich Tatrach Wysokich. Znajduje się w bocznej grani odchodzącej na południe od Ostrej. Oddziela masyw Ważeckiej Turni na północy od Siodełkowej Kopy na południu.
Jest to szeroka, łatwo dostępna przełęcz stanowiąca niegdyś dla myśliwych dogodne połączenie Doliny Furkotnej z Doliną Suchą Ważecką. Dawniej była nazywana Przełęczą pod Siodełkiem, nazwa ta obecnie jest błędna. Siodełkiem nazywano wcześniej Siodełkową Kopę i na tej zasadzie funkcjonowało starsze nazewnictwo. Do obecnej nazwy dodaje się przymiotnik Furkotne, aby odróżnić je od Smokowieckiego Siodełka, również znajdującego się w słowackich Tatrach Wysokich.
W grani łączącej Ważecką Turnię z Siodełkiem znajduje się szereg drobnych turni i przełączek. Są to (w kolejności od północy):
- Ważecka Turnia (Ostrá veža) – dwa wierzchołki, północny i południowy, pomiędzy którymi znajduje się Ważecka Szczerbina (Ostrá štrbina),
- Pośrednia Ważecka Szczerbina (Prostredná Ostrá štrbina),
- Ważecki Palec (Ostrý palec),
- Niżnia Ważecka Szczerbina (Nižná Ostrá štrbina),
- Ważecki Kopiniak (Ostrý hrb) o dwóch wierzchołkach, między którymi znajduje się Szczerbina w Ważeckim Kopiniaku (Štrbina v Ostrom hrbe),
- Ważecki Karb (Vyšný Ostrý zárez),
- Ważecki Ząb (Ważecka Turniczka[2], Ostrá vežička),
- Ważecki Karbik (Nižný Ostrý zárez),
- Ważecka Kopa (Ostrá kopa) – dwa wierzchołki, północny i południowy, które rozdziela Ważecka Przehyba (Ostrá priehyba),
- Szczerbina nad Turniczką (Štrbina nad vežičkou),
- Turniczka nad Szczerbiną (Vežička nad štrbinou),
- Szczerbina pod Turniczką (Štrbina pod vežičkou),
- Kopa nad Siodełkiem (Kopa nad sedielkom).

W grzbiecie opadającym na Siodełko z Siodełkowej Kopy znajdują się jeszcze (od strony przełęczy) Kopa przed Siodełkiem (Zadnia Siodełkowa Kopa, Kopa pred Sedielkom) i Siodełkowa Płaśń (Sedielková pláň).
Pierwsze wejścia nie są odnotowane, należały one najprawdopodobniej do myśliwych. Zimą odwiedzano przełęcz przy okazji wejść na Siodełkową Kopę – być może już przy pierwszym wejściu Petera Havasa w styczniu 1906 r.